# High-Speed Sea Service

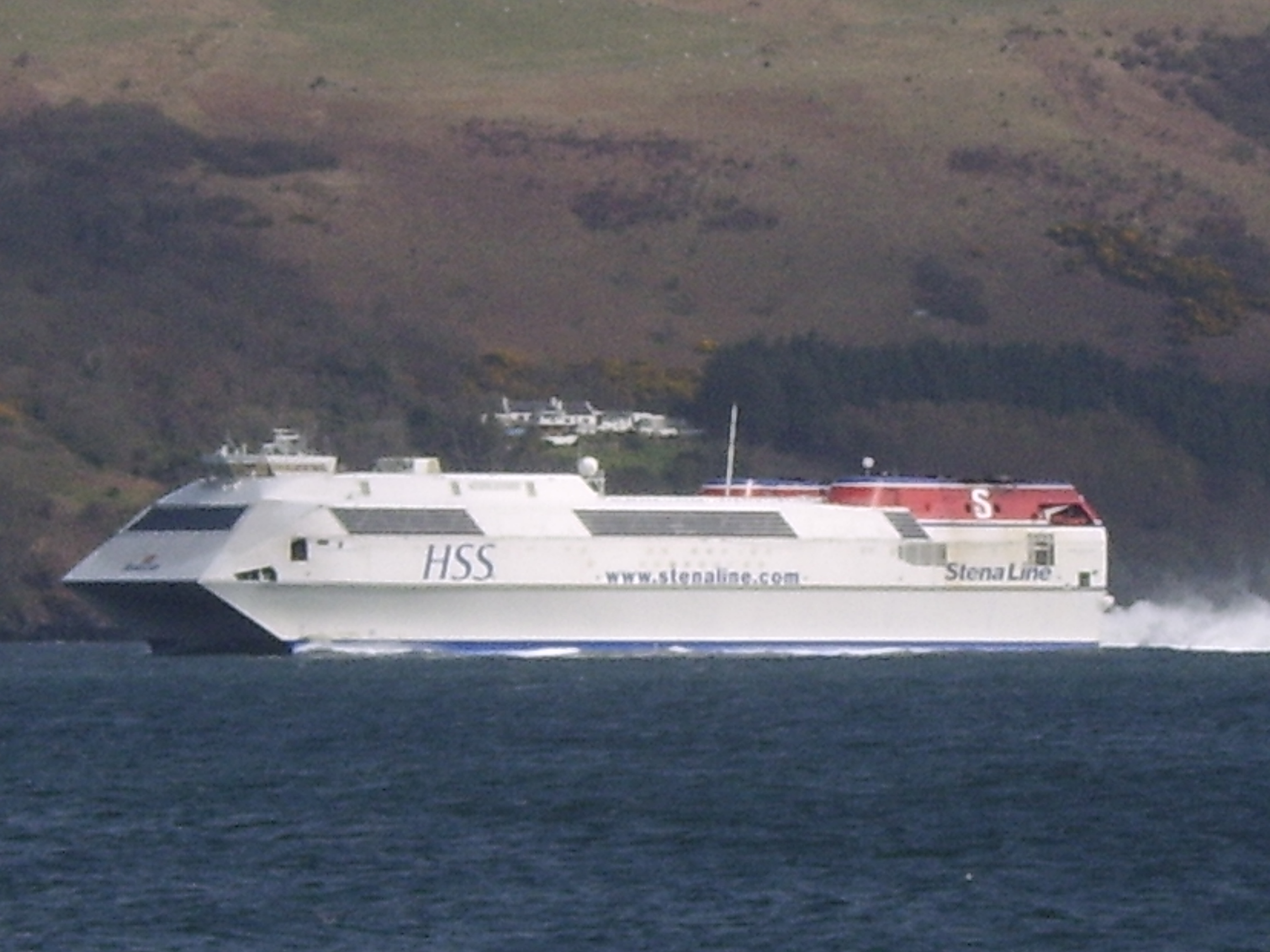
Die inzwischen verschrottete Stena Voyager

High-Speed Sea Service (HSS) ist der Name von ursprünglich für Stena Line entwickelten Schnellfähren. Es wurden sechs Einheiten bestellt, zwei vom Typ HSS 900 und vier vom Typ HSS 1500, die von 1994 bis 1998 gebaut wurden. Alle Fähren vom Typ HSS 1500 wurden bei Aker Finnyards in Rauma, Finnland gebaut. Die Fähren vom Typ HSS 900 wurden bei Westermoen Hydrofoil in Norwegen gebaut, die 1997 insolvent ging. Die Zahlen stehen für die Passagierkapazität der Fähren: 1500 bzw. 900 Passagiere.
Im Gegensatz zu anderen Katamaranen ist der Rumpf an der Wasserlinie besonders schmal und erweitert sich erst unterhalb der Wasseroberfläche. Diese Bauweise sorgt für mehr Stabilität bei Seegang und ermöglicht auch bei Geschwindigkeiten von bis zu 40 Knoten und Wellenhöhen von bis zu acht Metern eine vergleichsweise komfortable Überfahrt.
Mit der Abschaffung des zollfreien Einkaufs innerhalb der Europäischen Union sowie der zunehmenden Konkurrenz durch Billigfluggesellschaften ging die Passagierauslastung der HSS-Fähren merklich zurück. Gleichzeitig führte ein steigender Anteil an Frachtverkehr zu einer Verschiebung der wirtschaftlichen Anforderungen im Fährbetrieb. Der starke Anstieg der Treibstoffpreise in den Jahren nach der Indienststellung der HSS zwang Stena Line zudem dazu, die Fahrgeschwindigkeit der Schiffe zu reduzieren, was den ursprünglichen Wettbewerbsvorteil der Schnellfähren weitgehend aufhob.
Von den insgesamt vier gebauten HSS-Einheiten wurden zwei mittlerweile verschrottet. Eine weitere wird heute von ihrem neuen Eigentümer als Büro- und Forschungseinheit genutzt. Die kleinere HSS 900 (Stena Carisma) ist seit 2013 in Göteborg aufgelegt.

## Einheiten
| Name            | Typ      | Baujahr | Verbleib                                                                                          |
| --------------- | -------- | ------- | ------------------------------------------------------------------------------------------------- |
| Stena Explorer  | HSS 1500 | 1996    | Betrieb 2014 eingestellt, 2015: One World Karadeniz, dient als Büro und Forschungslabor in Yalova |
| Stena Voyager   | HSS 1500 | 1996    | 2013 verschrottet                                                                                 |
| Stena Discovery | HSS 1500 | 1996    | 2007 nach Venezuela verkauft: Discovery; 2015 Abbruch in Aliaga                                   |
|                 | HSS 1500 |         | nie realisiert                                                                                    |
| Stena Carisma   | HSS 900  | 1997    | Betrieb am 19. August 2013 eingestellt, aufgelegt in Göteborg                                     |
|                 | HSS 900  | 1998    | aufgrund der Insolvenz der Bauwerft 1998 unvollendet verschrottet                                 |

## Steckbrief: HSS 1500

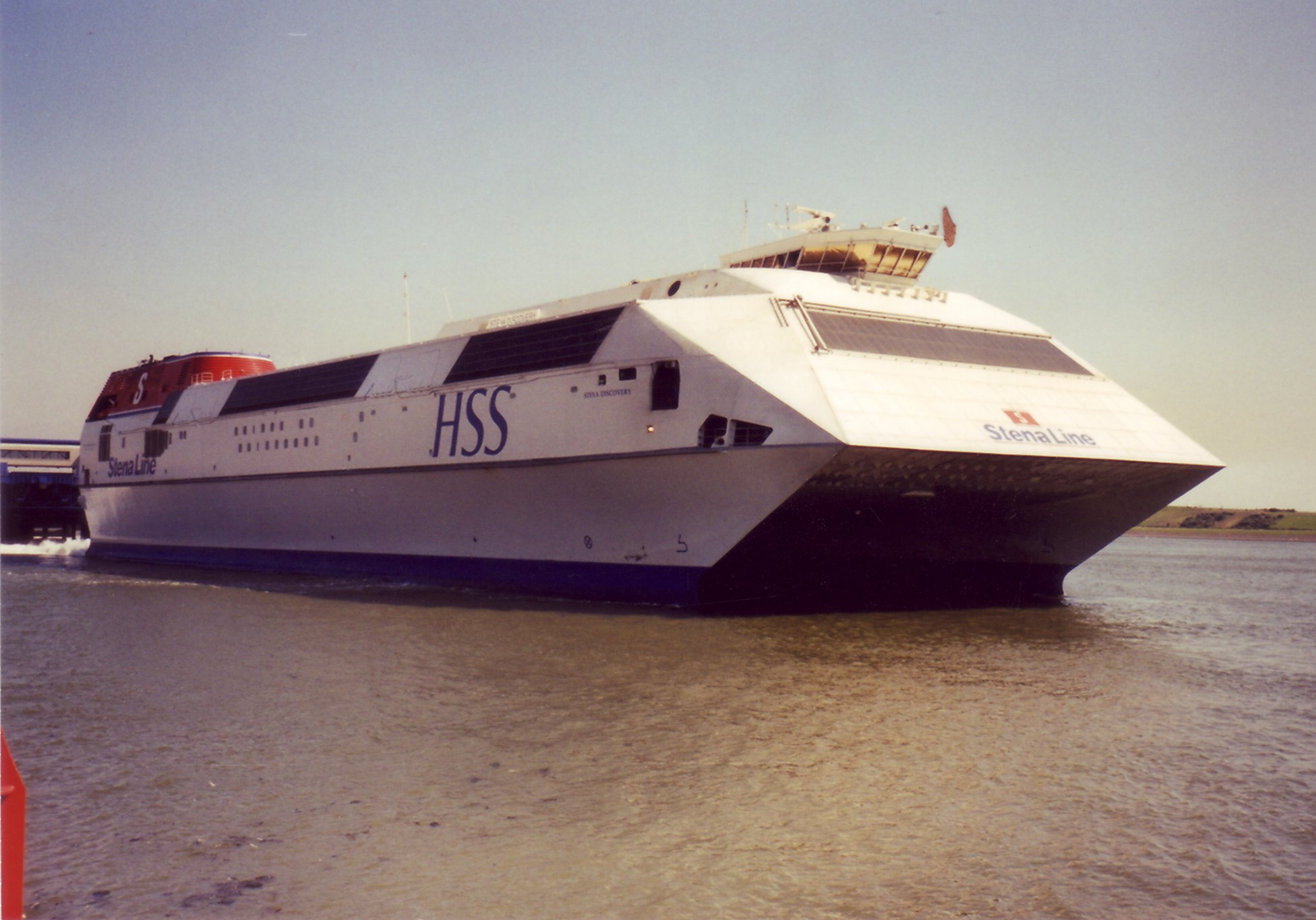
Stena Discovery

| geplante Einheiten | 4 |
| gebaute Einheiten  | 3 |
| Kapazität          | 1520 Passagiere + 375 Autos oder 120 Autos + 50 Ladeeinheiten (900 Lademeter)                                                                    |
| Bruttoraumzahl     | 19.638 |
| Länge              | 126,6 m |
| Breite             | 40,0 m |
| Höhe               | 27,5 m |
| Tiefgang           | 4,8 m |
| Maschinen          | 68 MW (Twin COGAG Konfiguration von 2 × GE LM2500 + 2 × GE LM1600 Gasturbinen), 4 × KaMeWa (heute Rolls-Royce) Typ S Wasserdüsen für den Antrieb |
| Geschwindigkeit    | 40 Knoten (Service-Geschwindigkeit), 51 Knoten insgesamt/unbeladen                                                                               |
| Hülle              | Aluminium (das Rumpfdesign ist eine Kombination von Stena Patent leichte Flexibilität für maximale Stärke und Effizienz).                        |
| Generator          | 3440 kW elektrische Generation (4 × Cummins KTA38G3 (M) / KV12)                                                                                  |
| Bauwerft           | Finnyards, Rauma, Finnland, Kosten 65.000.000 £                                                                                                  |

## Steckbrief: HSS 900
| gebaute Einheiten | 2                                                                                       |
| Kapazität         | 900 Passagiere + 208 Autos oder 151 Autos + 10 LKW                                      |
| Bruttoraumzahl    | 8.631 Tonnen                                                                            |
| Länge             | 89,75 m                                                                                 |
| Breite            | 30,47 m                                                                                 |
| Tiefgang          | 3,9 m                                                                                   |

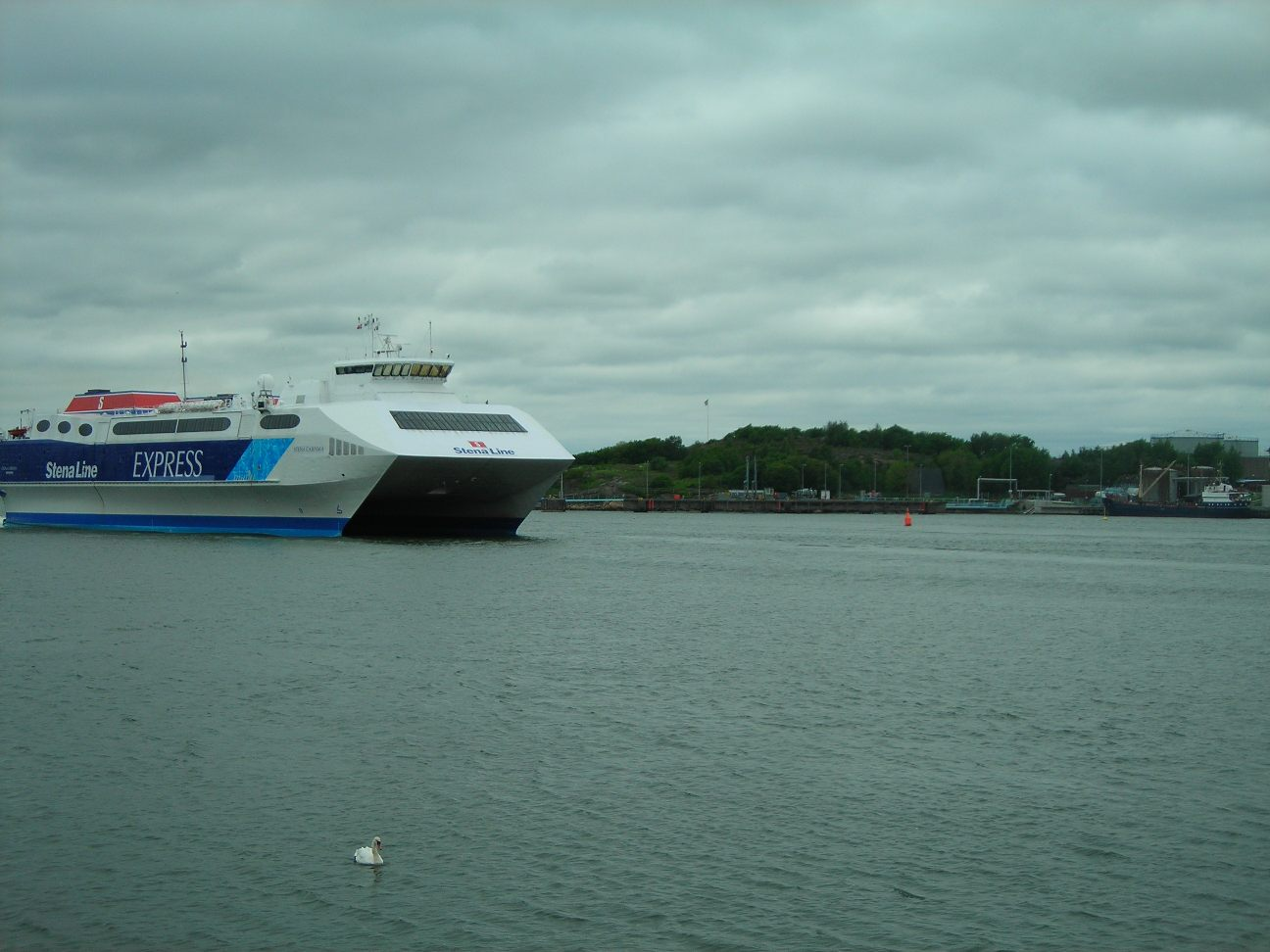
Stena Carisma

| Maschinen         | 33.500 kW (2 × ABB - STAL GT35) (Siemens SGT 500) Treibstoff Schweröl Kraftstoff IF-100 |
| Geschwindigkeit   | 40 Knoten                                                                               |
| Generator         | 2.080 kW                                                                                |
| Bauwerft          | Westamarin, Norwegen                                                                    |